# Exyston politus
Exyston politus är en stekelart som beskrevs av Davis 1897. Exyston politus ingår i släktet Exyston och familjen brokparasitsteklar. Inga underarter finns listade i Catalogue of Life.